# Чемпионат России по хоккею на траве среди мужчин 2005
Чемпионат России по хоккею на траве среди мужчин суперлиги 2005 (14-й Чемпионат России по хоккею на траве среди мужских команд суперлиги) является 14-м сезоном Суперлиги Федерации хоккея на траве России. В чемпионате было сыграно 90 игр, забито 604 мячей. Чемпионами стала команда Динамо (Казань).

## Участники
- Динамо (Казань)
- Динамо (Московская обл.)
- Строитель (Брест, Республика Беларусь)
- Динамо-Строитель (Екатеринбург)
- Московский строитель (Москва)
- Магнитострой (Магнитогорск)

## Итоговая таблица чемпионата
(взято из)
| Место | Команда                                | Игр всего | Выиграно | Ничьи | Проиграно | Мячи     | Очки |
| ----- | -------------------------------------- | --------- | -------- | ----- | --------- | -------- | ---- |
|       | Динамо (Казань)                        | 30        | 26       | 2     | 2         | 144 - 39 | 80   |
|       | Динамо (Московская обл.)               | 30        | 20       | 5     | 5         | 169 - 49 | 65   |
|       | Строитель (Брест, Республика Беларусь) | 30        | 17       | 3     | 10        | 111 - 67 | 54   |
| 4     | Динамо-Строитель (Екатеринбург)        | 30        | 12       | 3     | 15        | 97 - 73  | 39   |
| 5     | Московский строитель (Москва)          | 30        | 7        | 3     | 20        | 76 - 105 | 24   |
| 6     | Магнитострой (Магнитогорск)            | 30        | 0        | 0     | 30        | 7 - 271  | 0    |